# Servicio de autobús Londres–Calcuta

Reino Unido en color verde e India en naranja.

El servicio de autobús de Londres en Inglaterra a Calcuta en India se considera la ruta de autobús más larga del mundo. El servicio, el cual comenzó en 1957, conectaba a India vía Bélgica, Yugoslavia y Pakistán del oeste. Esta ruta es también conocida como la Ruta Hippie. Según los informes, toma aproximadamente 50 días ir de Londres a Calcuta en autobús. El viaje tenía un recorrido de 32669 km. El mismo estuvo en servicio hasta el año 1976. El costo original del viaje era de £85. Esta cantidad incluía comida, viaje y alojamiento.

## Ruta
El servicio de autobús estuvo operado por Albert Travel. El viaje inaugural partió de Londres el 15 de abril de 1957 y llegó a Calcuta el 5 de junio, por lo que tomaba aproximadamente 50 días completar el viaje. Los países que el autobús cruzó durante su viaje fueron: de Inglaterra a Bélgica, y de allí a India vía Alemania del oeste, Austria, Yugoslavia, Bulgaria, Turquía, Irán, Afganistán, y Pakistán del oeste. Después de entrar a India, llega finalmente a Calcuta vía Nueva Delhi, Agra, Allahabad y Benarés.

## Instalaciones en el autobús
El transporte estuvo equipado con espacios para la lectura, literas separadas para todos, y calentadores operados por ventilador. Tenía una cocina con todo el equipamiento necesario y las comodidades. Había un mirador en la cubierta superior delantera del autobús. El viaje era más parecido a un recorrido turístico que a un viaje. El autobús proporcionó servicio de radio y música para fiestas.  Había tiempo para gastar en destinos turísticos importantes a lo largo del camino, incluyendo Banaras y el Taj Mahal a orillas del Ganges. Ir de compras también era posible en Teherán, Salzburgo, Kabul, Estambul y Viena.

## Historia
Luego de iniciar operaciones en el año 1957, años después el autobús tuvo un accidente y quedó inservible. Posteriormente el autobús fue adquirido por un viajero británico llamado Andy Stewart. Este lo reconstruyó como un autobús de dos pisos y fue renombrado como Albert. El autobús reconstruido viajó de Sídney a Londres vía India el 8 de octubre de 1968, tomó aproximadamente 132 días llegar a Londres. La compañía fue renombrada como Albert Tours, se establecó en Inglaterra y Australia, sus servicios ofrecieron rutas Londres–Calcuta–Londres y Londres–Calcuta–Sídney.
El autobús llegó a India a través de Pakistán y luego rodó a Singapur a través de Birmania, Tailandia y Malasia. Desde Singapur, el autobús fue transportado por Barco a Perth en Australia, y de allí viaja por carretera a Sídney. El precio para este servicio de Londres a Calcuta era £145. El servicio tuvo todas las instalaciones modernas como antes. El servicio de autobús fue interrumpido en 1976 debido a los problemas en Irán y la escalada de tensiones entre Pakistán e India. Se reporta que Albert Tours completó aproximadamente 15 viajes entre Calcuta y Londres y otra vez de Londres a Sídney en Australia, antes de que finalizaran sus servicios.